# Gods of Metal
Pour les articles homonymes, voir God.
Gods of Metal est un festival désormais en plein-air consacré au metal qui a lieu chaque année en Italie. C'est l'un des plus grands festivals européens consacrés à ce style musical.

## Programmation

### Années 1990

#### 1997
Le 7 juin au Palavobis de Milan.
Manowar, Angra, Rage, Grave Digger, Moonspell, Machina Vremeni, Eldritch.

#### 1998
Le 6 juin au Forum Open Air Arena de Milan.
Black Sabbath, Pantera, Stratovarius, Helloween, Blind Guardian, Gamma Ray, Iced Earth, Coal Chamber, Labyrinth.

#### 1999
Le 5 et 6 juin au Forum Open Air Arena de Milan.
- 1er jour : Metallica, Stratovarius, Mercyful Fate, Biohazard, Overkill, Monster Magnet, Lacuna Coil, Space Age Palyboys, Cappanera.
- 2e jour : Manowar, Motörhead, Angra, Hammerfall, Iron Savior, Nevermore, Labyrinth, Time Machine, Skyclad, Avalon, Heastone Epitath.

### Années 2000

#### 2000
Le 10 et 11 juin au Stadio Brianteo de Monza.
- 1e jour : Iron Maiden, Demons & Wizards, Sentenced, Edguy, Domine, Dirty Deeds, Khali, Theatres des Vampires
- 2e jour : Slipknot, Methods of Mayhem, Testament, In Flames, The Kovenant, Death SS, Necrodeath, Magazzini Della Comunicazione.

#### 2001
Le 9 juin au Palavobis de Milan.
Megadeth, Savatage, Motörhead, Gamma Ray, Cradle Of Filth, Rhapsody, W.A.S.P., Nevermore, Kamelot, Wine Spirit, Eldritch, Benediction, Beholder, Sungift, Secret Sphere, Centurion, Sigma.

#### 2002
Le 8 et 9 juin au Stadio Brianteo de Monza.
- 1e jour : Halford, Kreator, Sodom, My Dying Bride, Soil, Ill Niño, Anti-Product, Mushroomhead, Node.
- 2e jour : Blind Guardian, Running Wild, Shaman, Symphony X, Virgin Steele, Domine, Doro, Metalium, Blaze, Time Machine.

#### 2003
Le 8 juin au Palavobis de Milan.
Whitesnake, Queensrÿche, Motörhead, Saxon, Destruction, Grave Digger, Angra, Pain of Salvation, Vision Divine, Thoten, Mantra, DGM, Madhouse.

#### 2004
Le 5 et 7 juin à l'Arena Parco Nord in Bologne.
- 1er jour : Judas Priest,Stratovarius, UFO, Nevermore, Symphony X, Anathema, Rage, Domine, Into Eternity, Dark Lunacy.
- 2e jour : Alice Cooper, Testament, Twisted Sister, W.A.S.P., The Quireboys, Sodom, Naglfar, Stormlord, Through Solace, Dragonforce.

À cause d'une tempête de grêle, le concert de UFO fut annulé et celui de Stratovarius remis au lendemain entre The Quireboys et W.A.S.P.

#### 2005
Le 11 et 12 juin à l'Arena Parco Nord de Bologne.
- 1er jour : Iron Maiden, Slayer, Lacuna Coil, Obituary, Strapping Young Lad, Dragonforce, Mastodon, Mudvayne, Evergrey.
- 2e jour : Motley Crue, Megadeth, Anthrax, Accept, Yngwie Malmsteen, Black Label Society, Hammerfall, Extrema, Exilia.

#### 2006
Le 1, 2, 3 et 4 juin à l'Idroscalo de Milan.
- 1e jour : Venom, Opeth, Down, Testament, Nevermore, Satyricon, Sodom, Amorphis, Cappanera.
- 2e jour : Strana Officina, Fire Trails, Extrema, Vision Divine, Necrodeath, Domine, Novembre, Stormlord, Infernal Poetry, White Skull, Mellow Toy, Boom, Perfect Picture.
- 3e jour : Whitesnake, Def Leppard, Motörhead, Helloween, Stratovarius, Angra, Edguy, Sonata Arctica, Crucified Babarbara.
- 4e jour : Guns N' Roses, Deftones, Alice In Chains, Deftones, Soulfly, Bloodsimple, Dragonforce, Hellfueled, Benedictum, 10 years.

#### 2007
Le 2, 3 et 4 juin  à l'Idroscalo de Milan.
- 1e jour : Mötley Crüe, Velvet Revolver, Scorpions, Thin Lizzy, White Lion, Tigertailz, Eldritch, Planet Hard.
- 2e jour : Heaven and Hell, Dream Theater, Blind Guardian, Dimmu Borgir, Dark Tranquillity, Symphony X, Anathema, DGM.
- 3e jour : Ozzy Osbourne, Korn, Black Label Society, Type O Negative, Sadist, Deathstars, Slowmotion Apocalypse.

#### 2008
Le 27, 28 et 29 juin à l'Arena Parco Nord de Bologne.
- 1e jour : Iron Maiden, Avenged Sevenfold, Rose Tattoo, Apocalyptica, Airbourne, Lauren Harris, Black Tide, Kingcrow.
- 2e jour : Slayer, Carcass, Meshuggah, Testament, At The Gates, The Dillinger Escape Plan, Between the Buried and Me, Stormlord, Brain Dead.
- 3e jour : Judas Priest, Iced Earth, Yngwie Malmsteen, Morbid Angel, Obituary, Enslaved, Infernal Poetry, Nightmare.

#### 2009
Le 27 et 28 juin, au Stadio Brianteo de Monza.
- 1e jour : Mötley Crüe, Heaven and Hell, Tesla, Queensrÿche, Lita Ford, Edguy, Marty Friedman, Epica, Backyard Babies, Voivod.
- 2e jour : Slipknot, Dream Theater, Carcass, Blind Guardian, Down, Tarja, Paul Gilbert, Napalm Death, Cynic.

### Années 2010

#### 2010
Le 25, 26 et 27 juin au Parco Della Certosa Reale Colonia Sonora de Collegno.
- 1e jour : Killswitch Engage, DevilDriver, Fear Factory, As I Lay Dying, Atreyu, Job For A Cowboy, 36 Crazyfists, Amphitrium, Dragonia, Death Army.
- 2e jour : Lordi, Amon Amarth, Exodus, Behemoth, Orphaned Land, Sadist, Ex Deo, Nashwuah, Subhuman, Kaledon.
- 3e jour : Motörhead, Bullet for My Valentine, Cannibal Corpse, Steel Panther, Udo, Devin Townsend Project, Labyrinth, Sabaton, Soulfly, Ratt, Anvil.

#### 2011
Le 22 juin à l'Arena Fiera de Rho
Judas Priest, Whitesnake, Europe, Mr. Big, Cradle of Filth, Epica, Duff McKagan's Loaded, Cavalera Conspiracy, Baptized in Blood